# Чо Ён-ук
Чо Ён-ук (кор. 조영욱) — южнокорейский композитор и продюсер. Наиболее известен своим сотрудничеством с режиссёром Паком Чхан Уком.

## Карьера
За работу над саундтреком к фильму «Олдбой» получил «Корейскую кинопремию» и «Большой колокол» в номинации «Лучшая музыка». Среди прочих работ, получивших широкую известность за пределами страны — музыкальное сопровождение для криминального триллера «Сочувствие госпоже Месть» (2005) и фильма о вампирах «Жажда» (2009).

## Фильмография
- Тихая семья (1998)
- Если солнце взошло на Западе (1998)
- Скажи мне что-нибудь (1999)
- Кровавый пляж (2000)
- Объединённая зона безопасности (2000)
- Один день (2001)
- Прыжок с тарзанки (2001)
- Враг общества (фильм, 2002)
- Страсть (2002)
- Классика (2003)
- Если бы вы были мной (2003)
- Олдбой (фильм, 2003)
- Не верь ей (2004)
- Не все (2004)
- Школа балетного танца (2004)
- Кровавый дождь (2005)
- Сочувствие госпоже Месть (2005)
- Карнавал бесчестия (2006)
- Следы любви (2006)
- Я — киборг, но это нормально(2006)
- Охотница на мужа (2007)
- Враг общества 3: Возвращение (2008)
- Жажда (фильм, 2009)
- Белая ночь (2009)
- Омут (2009)
- Нечестная сделка (2010)
- Перчатка (2011)
- Если бы вы были мной 5 (2011)
- Клиент (2011)
- Безымянный гангстер (2011)
- Наложница (2012)
- Сумасшедший (2012)
- Шпион (2012)
- Маи Ратима (2012)
- Берлинское дело (2013)
- Новый мир (фильм, 2013)
- Прятки (2013)
- Железный (2013)
- Адвокат (2013)
- Кундо: эпоха угрозы (2014)
- Каннамский блюз (2015)
- Бесстыдник (2015)
- Мнение меньшинства (2015)
- Красота внутри (2015)
- Сенсация: убийца Лян Чэнь (2015)
- Инсайдеры (2015)
- Тигр (2015)
- Служанка (фильм, 2016)
- Пандора (2016)
- Гангстер, коп и дьявол (2019)
- Над обрывом (2021)

## Номинации и премии
- 2003 — 2nd Korean Film Awards: Best Music (The Classic)[4]
- 2004 — 41st Grand Bell Awards: Best Music (Oldboy)[5]
- 2004 — 3rd Korean Film Awards: Best Music (Oldboy)[4]
- 2009 — 30th Blue Dragon Film Awards: Best Music (Thirst)[6][7]
- 2012 — 33rd Blue Dragon Film Awards: Best Music (Nameless Gangster: Rules of the Time)
- 2013 — 22nd Buil Film Awards: Best Music (The Berlin File)[8]
- 2013 — 50th Grand Bell Awards: Best Music (New World)[9]
- 2013 — Номинация 7th Asian Film Awards: Best Composer (Nameless Gangster: Rules of the Time)[10]
- 2014 — 23rd Buil Film Awards: Best Music (Kundo: Age of the Rampant)[11]
- 2014 — 34th Korean Association of Film Critics Awards: Best Music (Kundo: Age of the Rampant)
- 2014 — 35th Blue Dragon Film Awards: Best Music (Kundo: Age of the Rampant)[12]
- 2014 — 1st Korean Film Producers Association Awards: Best Music (Kundo: Age of the Rampant)
- 2015 — 24th Buil Film Awards: Best Music (The Shameless)[13]